# Пукач (река)
Пукач (Пукачка) — река в России, протекает в Слободском районе Кировской области. Устье реки находится в 744 км по левому берегу Вятки. Длина реки составляет 14 км.
Исток реки теряется в системе мелиоративных канав на торфянниках в северной части Большого Каринского болота, расположенного к западу от села Карино, центра Каринского сельского поселения. Река течёт на юго-запад по заболоченному лесу, в нижнем течении протекает цепочку озёр, обозначенных на карте как Пукачевская старица. Впадает в Вятку выше посёлка Чирковский завод.

## Данные водного реестра
По данным государственного водного реестра России, река относится к Камскому бассейновому округу, водохозяйственный участок реки — Вятка от истока до города Киров, без реки Чепца, речной подбассейн реки — Вятка. Речной бассейн реки — Кама.
По данным геоинформационной системы водохозяйственного районирования территории РФ, подготовленной Федеральным агентством водных ресурсов:
- Код водного объекта в государственном водном реестре — 10010300212111100032331
- Код по гидрологической изученности (ГИ) — 111103233
- Код бассейна — 10.01.03.002
- Номер тома по ГИ — 11
- Выпуск по ГИ — 1